# 近藤貢
近藤 貢（こんどう みつぐ、1899年（明治32年）12月13日 - 1974年（昭和49年）11月10日）は、日本の新聞学者。

## 来歴
神奈川県三浦郡初声村出身。1925年東京商科大学（現一橋大学）卒業、朝日新聞社入社。1955年日本新聞協会嘱託。新聞経営を研究し、東京大学、早稲田大学、上智大学などで教鞭を執った。旧姓前田。

## 著書
- 『アメリカにおける新聞集中化の傾向とその対策』朝日新聞社 1949年
- 『株式讓渡制限の禁止と新聞社の株式 : 商法改正案要綱への一疑點』朝日新聞社 1949年
- 『米国における治安立法と言論の自由』朝日新聞社 1952年
- 『英国における治安立法と言論の自由』朝日新聞社 1952年
- 『新聞社における廣告関係の調査活動』朝日新聞社 1955年